# Dušan Petković
Dušan Petković (chữ Kirin Serbia: Душан Петковић; sinh ngày 13 tháng 6 năm 1974) là một cựu cầu thủ bóng đá Serbia chơi ở vị trí hậu vệ. Anh là con trai của Ilija Petković.
Petković thi đấu bảy lần cho đội tuyển bóng đá quốc gia Serbia và Montenegro từ 2000 tới 2004. Anh được gọi tham dự Giải vô địch bóng đá thế giới 2006 thay cho Mirko Vučinić bị chấn thương, nhưng ngay sau đó rút lui vì áp lực từ báo chí cho rằng anh được chọn là nhờ cha mình là huấn luyện viên.

## Thống kê sự nghiệp
| Đội tuyển bóng đá Serbia | Đội tuyển bóng đá Serbia | Đội tuyển bóng đá Serbia |
| Năm                      | Trận                     | Bàn                      |
| ------------------------ | ------------------------ | ------------------------ |
| 2000                     | 1                        | 0                        |
| 2001                     | 2                        | 0                        |
| 2002                     | 0                        | 0                        |
| 2003                     | 0                        | 0                        |
| 2004                     | 4                        | 0                        |
| Tổng cộng                | 7                        | 0                        |